# Pirataria na Somália

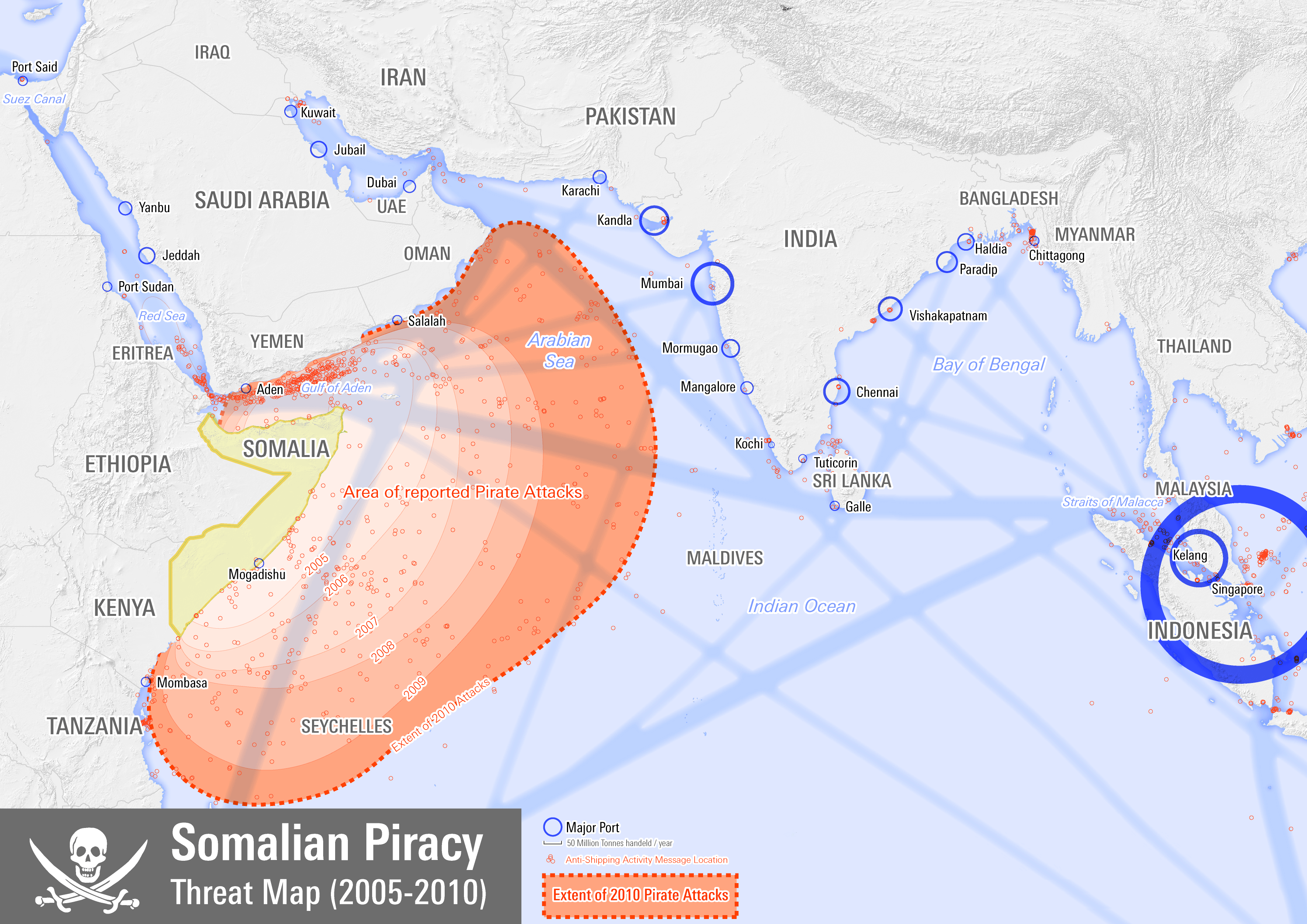
Mapa de áreas sob ameaça de piratas somalis

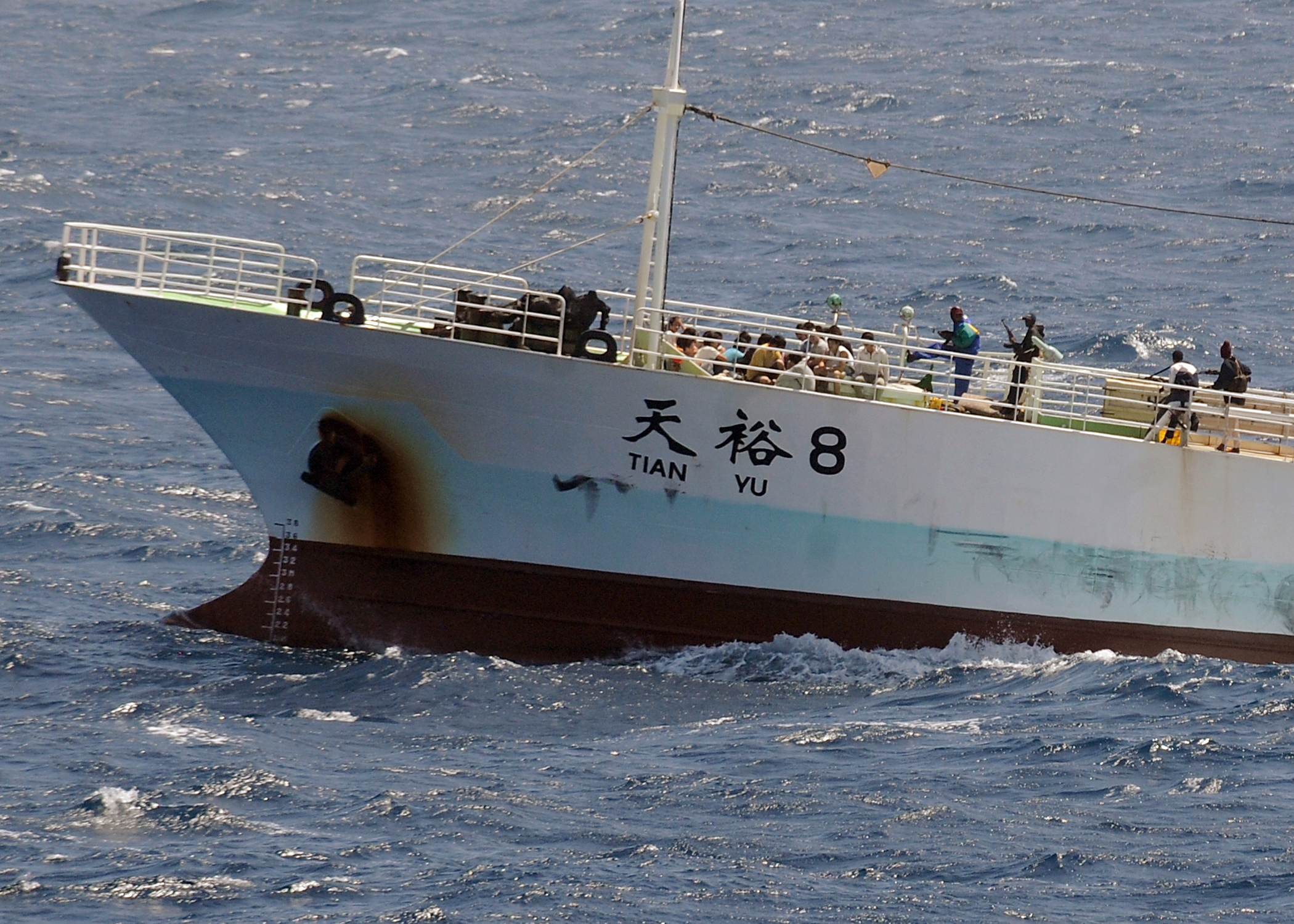
Piratas mantendo a tripulação do navio de pesca chinês Tianyu 8 como reféns

A pirataria na costa da Somália é uma ameaça à marinha mercante internacional desde o início da guerra civil daquele país, na década de 1990. Desde 1998 há relatos deste tipo de atividade, reportado por diversas organizações internacionais, incluindo a Organização Marítima Internacional e o Programa Alimentar Mundial expressaram sua preocupação com o aumento nos atos de pirataria; a atividade contribuiu para um aumento nos custos do transporte marítimo, e impediram a entrega de remessas assistenciais de alimentos. Noventa por cento das remessas do Programa Alimentar Mundial são enviados pelo mar, e os navios passaram a precisar de escolta militar.

## História

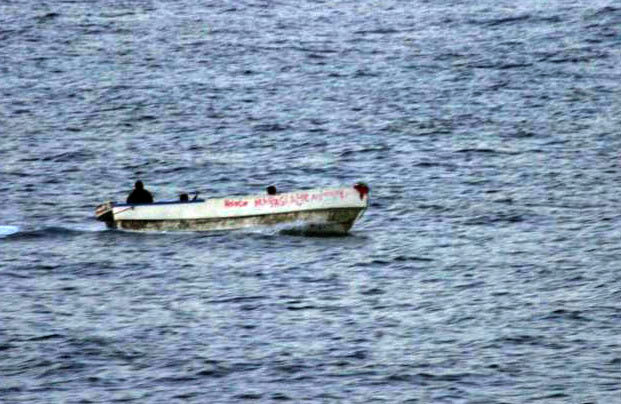
Piratas armados no oceano Índico. Pouco depois desta imagem ser feita, os membros desta embarcação abriram fogo contra navios da Marinha dos Estados Unidos, que revidou; um pirata foi morto e doze foram presos

O estado caótico da Somália e a falta de um governo central, aliados à localização do país no Chifre da África, criaram as condições apropriadas para o crescimento da pirataria na região, no início da década de 1990. Com o colapso do governo central, barcos e navios pescando ilegalmente nas águas da Somália passaram a ser comuns. Os piratas estavam interessados, inicialmente, em assumir o controle das águas do país antes que empresários ou milicianos se envolvessem. Os atos de pirataria foram interrompidos temporariamente com a ascensão ao poder da União das Cortes Islâmicas, em 2006, quando a lei islâmica foi implantada no país. As atividades de pirataria foram, no entanto, retomadas depois da invasão da Somália por tropas da Etiópia.
Alguns piratas são antigos pescadores, que argumentam que os navios estrangeiros estão ameaçando seu sustento pescando nas águas somalis. Após ver o lucro potencial que a atividade oferecia, já que os resgates costumam ser pagos, os chefes militares começaram a facilitar e até mesmo patrocinar estas atividades, dividindo os lucros com os próprios piratas. Na maioria dos sequestros realizados as vítimas não são machucadas, para que o pagamento dos resgates sejam realizados. Pelo contrário, os sequestradores tratam bem seus reféns, na esperança de receberem os resgates, a ponto de contratar empresas na costa da Somália que lhes cozinhem pratos que agradem gostos mais "ocidentalizados", como espaguete, peixes grelhados e carnes assadas, e manter um fornecimento constante de cigarros e bebidas alcoólicas das lojas no litoral.
O Governo Federal de Transição fez alguns esforços para combater a pirataria permitindo ocasionalmente que navios estrangeiros entrem em território somali. No entanto, na maioria das vezes os navios estrangeiros que perseguiam piratas eram obrigados a interromper a perseguição sempre que os piratas entravam em águas territoriais somalis. O governo da Puntlândia fez algum progresso no combate à pirataria, evidente por algumas intervenções recentes
Em junho de 2008, logo após o envio de uma carta do Governo Federal de Transição para o presidente do Conselho de Segurança das Nações Unidas pedindo por ajuda da comunidade internacional em seus esforços para lidar com os atos de pirataria e assaltos armados cometidos contra navios na costa da Somália, uma declaração foi aprovada por unanimidade autorizando as nações que fizerem acordos com o Governo Federal de Transição a entrar em águas territoriais somalis para lidar com os piratas. A medida, promulgada pela França, pelos Estados Unidos e pelo Panamá, tem duração de seis meses. A França, inicialmente, desejava que a resolução abrangesse outras regiões que sofram com problemas de pirataria, como a África Ocidental, porém enfrentou a oposição do Vietnã, da Líbia e, mais importante, da China, com poder de veto e desejava que esta autorização de violação de soberania fosse limitada à Somália.
Em 21 de novembro de 2008 a BBC News relatou que a Marinha da Índia teria recebido a aprovação das Nações Unidas para entrar em águas somalis e combater a pirataria.

## Presença militar
Diversas nações, membros ou não da OTAN, enviaram navios de guerra para região com o propósito de escoltar os navios comerciais e tentar impedir atos de pirataria:
| - OTAN - Marinha Portuguesa - Marinha Real Canadense - Marinha Dinamarquesa - Marinha Alemã - Marinha Helênica - Marinha Militar Italiana - Marinha Real Neerlandesa - Armada Espanhola, Força Aérea Espanhola - Marinha Turca - Marinha Real Britânica - Marinha dos Estados Unidos | - Outros países - Marinha Indiana - Marinha Real da Malásia - Marinha da Rússia - Marinha Sueca - Força Marítima de Autodefesa do Japão |

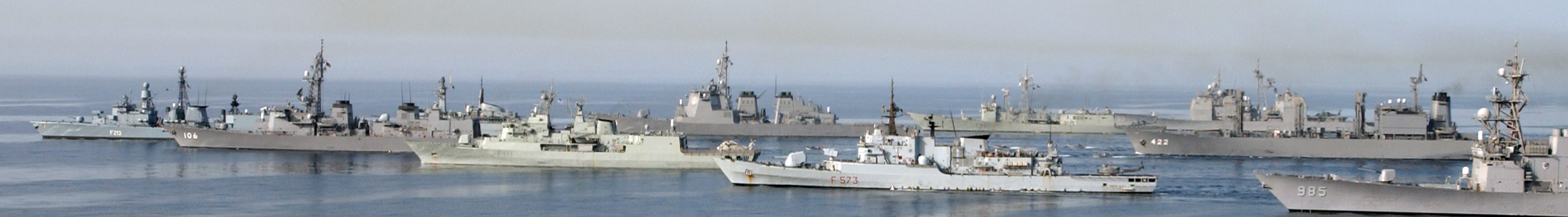
Navios da frota multinacional Combined Task Force 150

Em resposta à necessidade crescente de intervenções do navio de guerra INS Tabar, a Índia procurou aumentar sua presença naval no golfo de Áden deslocando para lá o INS Mysore para patrulhar a região. A Somália também adicionou o país à lista de nações que têm a permissão de entrar nas águas territoriais somalis, como esforço para combater a pirataria.
De maneira semelhante, a Rússia optou por deslocar mais navios para o combate aos piratas nas regiões próximas à Somália. O deslocamento de tropas foi anunciado logo depois do Escritório Marítimo Internacional (IMB) ter descrito oficialmente a ameaça dos piratas como "fora de controle".

### Encontro da Liga Árabe
Logo após o sequestro, realizado por piratas somalis, de um navio egípcio e de um gigantesco petroleiro saudita com uma carga de petróleo estimada em 100 milhões de dólares, a Liga Árabe, depois de uma reunião emergencial no Cairo, convocou um encontro urgente entre representantes dos países que são banhados pelo mar Vermelho, incluindo o Egito, a Arábia Saudita, o Sudão, a Jordânia, o Djibuti, o Iêmen e a própria Somália. O encontro tem como intenção encontrar soluções para o problema da pirataria, além de sugerir rotas alternativas e passagens mais seguras para os navios cruzarem a região.
Outro meio de intervenção possível pelas nações árabes do mar Vermelho poderia ser o de auxiliar os atuais esforços antipirataria da OTAN e de outras marinhas internacionais na região.

## Perfil dos piratas

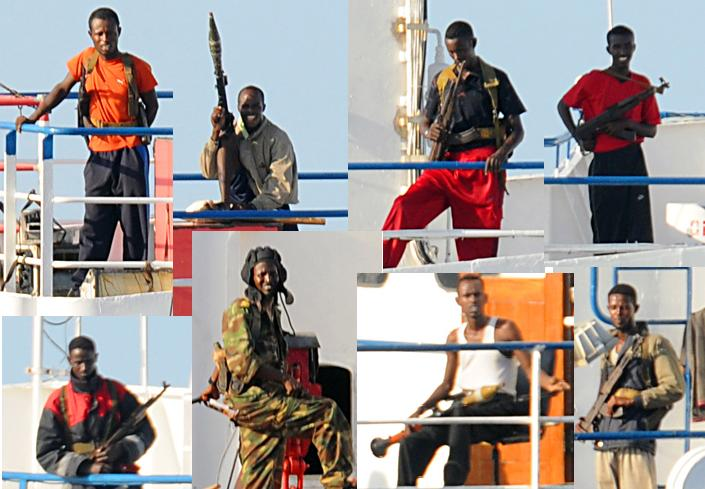
Piratas somalis, a bordo do cargueiro "Faina", capturado em 25 de setembro de 2008, no 26.° ataque do ano (fotomontagem)

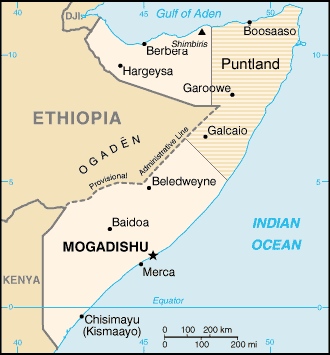
Puntlândia, na Somália

A maioria dos piratas tem entre 20 e 35 anos de idade, e vem da região da Puntlândia, uma área no nordeste da Somália. A Associação dos Navegantes do Leste da África estima que existam pelo menos cinco quadrilhas de piratas, totalizando mil homens armados. De acordo uma reportagem da BBC, os piratas podem ser divididos em três categorias:
- Pescadores locais, considerados os cérebros por trás das operações dos piratas, devido aos seus conhecimentos e habilidades no mar.
- Ex-milicianos, que costumavam lutar para os chefes militares dos clãs locais, utilizados como força bruta.
- Especialistas técnicos, que operam equipamentos de alta tecnologia, como sistemas GPS.[24]

Dados precisos sobre a situação econômica da Somália são escassos, porém com uma renda per capita estimada a 600 dólares ao ano, o país permanece como um dos mais pobres do mundo. Milhões de somalis dependem de assistência humanitária e em 2008, de acordo com o Banco Mundial, até 73% da população vivia com uma renda diária de menos de dois dólares. O país está envolvido em uma guerra civil desde 1991 e o governo, de facto, é controlado por várias autoridades regionais e grupos que declararam suas respectivas áreas como “territórios autônomos”. Estes fatores, além do aspecto lucrativo de muitas destas operações de sequestro, atraíram um grande número de jovens para estas gangues de piratas, cuja riqueza e força frequentemente lhes faz ascender à elite social e econômica local. Segundo um morador de Garoowe citado pela BBC: "Eles têm dinheiro; eles têm poder e eles estão ficando cada vez mais fortes. [...] Eles se casam com as garotas mais bonitas; constroem casas enormes; têm carros novos; novas armas." Já existem impactos negativos do sucesso econômico dos piratas; diversos habitantes reclamaram que a presença de tantos homens armados lhes fazia sentir-se inseguros, e que a maneira como esbanjavam seu dinheiro causava flutuações descontroladas nas taxas de câmbio locais. Outros recriminavam os piratas pelos seus excessos no consumo de álcool e khat. Ainda assim alguns moradores apreciaram o efeito "rejuvenescedor" que a presença dos piratas, gastando dinheiro e se abastecendo na costa local, teria causado naquelas cidades tão empobrecidas — uma presença que frequentemente lhes significava empregos e oportunidades onde antes não existia nada. Vilarejos inteiros foram, neste processo, transformados em verdadeiras boomtowns (cidades que experimentam um vertiginoso crescimento demográfico exponencial), com proprietários de lojas e outros residentes cada vez mais utilizando suas novas riquezas para consumir artigos até então inacessíveis, como geradores para garantir o fornecimento de energia elétrica por dias a fio — até então um luxo inimaginável.
Os piratas conseguem a maior parte de suas armas do Iêmen, porém grande parte delas vêm de Mogadíscio, a capital da Somália. Os negociantes de armas da capital recebem um depósito de um hawaladar (operadores do hawala, antigo sistema de transferência de dinheiro utilizado na região) em nome dos piratas, e as armas são então encaminhas à Puntlândia, onde os piratas pagam o débito.
Segundo depoimento dos próprios piratas, o dinheiro pago pelos resgates costuma ser pago em sacos de juta, por vezes simplesmente arremessados de helicópteros, ou cuidadosamente embalados em malas à prova d'água e depositados em pequenos esquifes sobre as águas agitadas e infestadas de tubarões. Para autenticar o dinheiro, os piratas usam contadores de cédulas com a mesma tecnologia utilizada em casas de câmbio ao redor do mundo. De acordo com um dos piratas, estas máquinas eram compradas de contatos em Dubai, Djibuti e outros lugares.

## Cronologia dos ataques
Os piratas da Somália atacaram dúzias de embarcações, porém apenas uma fração destes ataques resultou num sequestro bem-sucedido. Entre o início de 2008 e 19 de novembro de 2008 ocorreram 95 ataques, com 39 sequestros bem-sucedidos. A maior parte destes ataques ocorre no golfo de Áden, porém os piratas somalis ampliaram seu campo de ação, e começaram a atacar navios localizados mais ao sul do oceano Índico, chegando até mesmo à costa do Quênia.
Na área da Somália os piratas têm procurado especialmente marítimos de nacionalidade indiana como reféns e que o nível de violência é maior contra esta nacionalidade. Isso ocorre como represália, pois a Índia é a nação que detém o maior número de piratas e tem um procedimento firme de levá-los a julgamento e condená-los, enquanto outras nações devolvem os piratas apreendidos para o território da Somália.

## A pesca ilegal e o lixo tóxico
No Oceano Índico barcos Europeus que pescam o atum sofrem com ataques piratas.
De acordo com a Convenção Internacional para a Conservação dos Tunídeos do Atlântico, os países com conflitos armados, mas com águas ricas em pesqueiros têm sido usados por frotas de pesca pirata de países estrangeiros da Europa, Ásia, a tal ponto que "Nas águas territoriais da Somália vieram uns mil navios deste tipo sendo identificados", disse Ricardo Aguilar. Alegações do despejo de resíduos tóxicos, bem como a pesca ilegal, circulam desde o início de 1990. Ahmedou Ould-Abdallah, o enviado da ONU para a Somália diz ter "informação confiável" sobre tais práticas. O porta-voz do Programa das Nações Unidas para o Meio Ambiente (UNEP), Nick Nuttall, disse que os somalianos sofrem com esse lixo tóxico desenterrado ao norte do país, após tsunami. Acredita-se que empresas internacionais tenham enterrado material tóxico na costa da Somália nos últimos 15 anos. Segundo o Grupo de Trabalho sobre Alto Mar (HSTF, sigla em Inglês), em 2005 mais de 800 barcos estrangeiros praticaram a pesca ilegal na região da Somália. O Greenpeace também denuncia esses possíveis acontecimentos.